# 東百合丘
東百合丘（ひがしゆりがおか）は、神奈川県川崎市麻生区の地名。現行行政地名は東百合丘1丁目から東百合丘4丁目。住居表示実施済区域。

## 地理
区の東部、百合丘の東に位置する。 1955年（昭和30年）代までは民家の少ない農村であったが、その後急速に宅地化が進み、現在町丁の全域が住宅地となっている。

### 地価
住宅地の地価は、2025年（令和7年）1月1日の公示地価によれば、東百合丘1丁目34-22の地点で17万円/m²、東百合丘3丁目24-7の地点で17万1000円/m²となっている。

## 歴史

### 地名の由来
百合丘の東に位置することによる方角地名。

### 沿革
- 1982年（昭和57年）7月1日 - 多摩区から分区する際高石・百合丘3丁目・王禅寺・生田の一部から新設され、住居表示を実施[8]。
- 2000年（平成12年）11月6日 - 王禅寺東1丁目・2丁目の新設に伴い、王禅寺の一部を東百合丘3丁目に編入し、住居表示を実施[5]。

### 町名の変遷
| 実施後        | 実施年月日         | 実施前（各町名ともその一部）                                    |
| ------------- | ------------------ | --------------------------------------------------------------- |
| 東百合丘1丁目 | 1982年（昭和57年） | 生田字塔の越の一部                                              |
| 東百合丘2丁目 | 1982年（昭和57年） | 生田字塔の越、字餅井坂の一部                                    |
| 東百合丘3丁目 | 1982年（昭和57年） | 王禅寺・生田餅井坂の各一部                                      |
| 東百合丘4丁目 | 1982年（昭和57年） | 高石字二本松・百合丘3丁目・王禅寺字光ヶ谷・生田字塔の越の各一部 |

## 世帯数と人口
2025年（令和7年）6月30日現在（川崎市発表）の世帯数と人口は以下の通りである。
| 丁目          | 世帯数    | 人口    |
| ------------- | --------- | ------- |
| 東百合丘1丁目 | 1,120世帯 | 2,524人 |
| 東百合丘2丁目 | 804世帯   | 1,666人 |
| 東百合丘3丁目 | 774世帯   | 1,435人 |
| 東百合丘4丁目 | 973世帯   | 2,198人 |
| 計            | 3,671世帯 | 7,873人 |

### 人口の変遷
国勢調査による人口の推移。
| 年                 | 人口  |
| ------------------ | ----- |
| 1995年（平成7年）  | 7,734 |
| 2000年（平成12年） | 7,903 |
| 2005年（平成17年） | 7,663 |
| 2010年（平成22年） | 7,840 |
| 2015年（平成27年） | 7,817 |
| 2020年（令和2年）  | 7,926 |

### 世帯数の変遷
国勢調査による世帯数の推移。
| 年                 | 世帯数 |
| ------------------ | ------ |
| 1995年（平成7年）  | 2,628  |
| 2000年（平成12年） | 2,862  |
| 2005年（平成17年） | 2,931  |
| 2010年（平成22年） | 3,089  |
| 2015年（平成27年） | 3,129  |
| 2020年（令和2年）  | 3,311  |

## 学区
市立小・中学校に通う場合、学区は以下の通りとなる（2021年12月時点）。
| 丁目          | 番・番地等       | 小学校                 | 中学校             |
| ------------- | ---------------- | ---------------------- | ------------------ |
| 東百合丘1丁目 | 全域             | 川崎市立長沢小学校     | 川崎市立長沢中学校 |
| 東百合丘2丁目 | 全域             | 川崎市立長沢小学校     | 川崎市立長沢中学校 |
| 東百合丘3丁目 | 全域             | 川崎市立長沢小学校     | 川崎市立長沢中学校 |
| 東百合丘4丁目 | 1～33番 36～49番 | 川崎市立長沢小学校     | 川崎市立長沢中学校 |
| 東百合丘4丁目 | 34〜35番         | 川崎市立南百合丘小学校 | 川崎市立長沢中学校 |

## 事業所
2021年（令和3年）現在の経済センサス調査による事業所数と従業員数は以下の通りである。
| 丁目          | 事業所数  | 従業員数 |
| ------------- | --------- | -------- |
| 東百合丘1丁目 | 30事業所  | 156人    |
| 東百合丘2丁目 | 37事業所  | 234人    |
| 東百合丘3丁目 | 42事業所  | 704人    |
| 東百合丘4丁目 | 43事業所  | 227人    |
| 計            | 152事業所 | 1,321人  |

### 事業者数の変遷
経済センサスによる事業所数の推移。
| 年                 | 事業者数 |
| ------------------ | -------- |
| 2016年（平成28年） | 155      |
| 2021年（令和3年）  | 152      |

### 従業員数の変遷
経済センサスによる従業員数の推移。
| 年                 | 従業員数 |
| ------------------ | -------- |
| 2016年（平成28年） | 1,092    |
| 2021年（令和3年）  | 1,321    |

## 施設
- 田園調布学園大学
- 川崎市立長沢中学校
- 川崎市立長沢小学校
- 川崎生田南郵便局[19]

## その他

### 日本郵便
- 郵便番号 : 215-0012[3]（集配局：麻生郵便局[20]）

### 警察
町内の警察の管轄区域は以下の通りである。
| 丁目          | 番・番地等 | 警察署     | 交番・駐在所 |
| ------------- | ---------- | ---------- | ------------ |
| 東百合丘1丁目 | 全域       | 麻生警察署 | 王禅寺交番   |
| 東百合丘2丁目 | 全域       | 麻生警察署 | 王禅寺交番   |
| 東百合丘3丁目 | 全域       | 麻生警察署 | 王禅寺交番   |
| 東百合丘4丁目 | 全域       | 麻生警察署 | 王禅寺交番   |